# Martin Švejnoha
Martin Švejnoha (* 25. listopad 1977, Příbram) je český fotbalový obránce, momentálně působící v rakouském týmu FC Swarovski Tirol.
S fotbalem začínal v domovské Březnici, poté hrál v mládežnických celcích UD Příbram a Viktorie Plzeň, kde odehrál první prvoligový zápas a poté tam působil tři sezony. V roce 1999 odešel ke svému jedinému zahraničnímu angažmá, a to na Slovensko do týmu FC Senec. Po sezoně se však vrátil zpět do Plzně, kde působil další 4 sezony. V roce 2004 odešel hrát do Starého Města a o dvě sezony později přestoupil do Brna. V roce 2009 přestoupil do rakouského klubu Wacker Innsbruck. V české nejvyšší soutěži vstřelil 4 branky.
Švejnoha byl reprezentantem Česka do 21 let, nastoupil ke třem utkáním.